# Undergång: Civilisationernas uppgång eller fall
Undergång: Civilisationers uppgång eller fall är en bok från 2005 skriven av Jared Diamond, som är professor inom geografi och fysiologi vid University of California, Los Angeles. I boken tar han upp exempel på kända och mindre kända civilisationer som har kollapsat. 

## Gamla och nya faktorer
I boken listar han åtta faktorer som bidragit främst till dessa civilisationers fall:
1. Avskogning och habitatförstörelse
2. Jordproblem (erosion, försaltning och utarmning)
3. Problem vid hantering av vattenresurser
4. Alltför intensiv jakt
5. Utfiskning
6. Främmande arter som konkurrerar ut inhemska
7. Överbefolkning
8. Ökad resursanvändning per capita

Han tillför även 4 nya faktorer som kan bidra till en försvagning eller kollaps för vår och framtida civilisationer:
1. Onaturlig klimatförändring skapad av människan
2. En ökad koncentration av gifter i miljön
3. Energibrist
4. Att människan har nyttjat jordklotets fotosyntetiska kapacitet till max

## Bokens struktur
Boken är indelad i fyra delar:

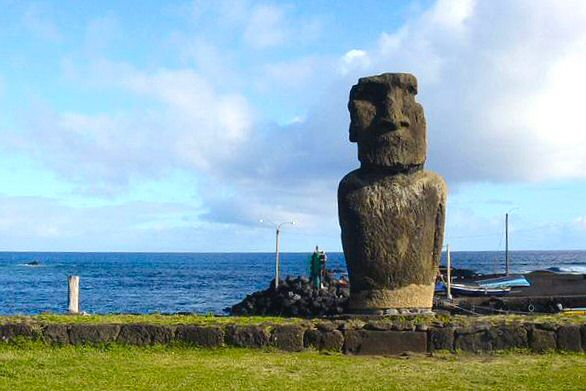
Enligt Jared Diamond är Påskön det bästa exemplet på en isolerad civilisation som har gått under.

- Del ett beskriver hur samhället och miljön inverkar på varandra i delstaten Montana i USA
- Del två behandlar historiska civilisationer som har kollapsat. Här tar Diamond upp fem faktorer som har spelat en stor roll i civilisationers kollaps. Dessa fem är miljöförstöring, klimatförändringar, krig med grannar, förlust av handelspartners och hur civilisationerna valt att försöka åtgärda miljöproblemen. Exemplen som beskrivs är:
  - Nordbornas koloni på Grönland
  - Påskön
  - De polynesiska Pitcairnöarna
  - Anasazikulturen
  - Mayakulturen
  - Men han tar slutligen upp tre exempel som har lyckats:
    - Tikopia
    - Jordbrukssamhällen på Nya Guinea
    - Hur man lyckades med återplantering i Japan under Edoperioden
- Del tre undersöker några av dagens länder:
  - Folkmordet i Rwanda
  - Skillnaden mellan grannländerna Haiti och Dominikanska republiken på ön Hispaniola
  - Kina
  - Australien
- Del fyra avslutar boken med beaktande av bland annat näringslivs- och globaliseringsfrågor.